# 格拉芬豪森
格拉芬豪森是德国巴登-符腾堡州的一个市镇。总面积48.55平方公里，总人口2222人，其中男性1102人，女性1120人（2011年12月31日），人口密度46人/平方公里。